# テレビ朝日甲府支局
テレビ朝日甲府支局（テレビあさひこうふしきょく）は、山梨県甲府市高畑にあるテレビ朝日の支局である。

## 概要
山梨県には民間のテレビ放送事業者がYBS山梨放送（日本テレビ系列）とUTYテレビ山梨（TBS系列）の2社しかないため、主にANNの報道取材のために設置されている。なお、テレビ朝日系列の番組はこの両社で放送されている。
放送業務は行っておらず、視聴する場合はテレビ朝日、静岡朝日テレビ、長野朝日放送のいずれかを受信する必要がある。山梨県のほとんどの地域で、テレビ朝日（身延町南部や南部町、富士河口湖町や富士吉田市の一部などでは静岡朝日テレビ、北杜市の一部では長野朝日放送）をケーブルテレビや共聴設備などで視聴できる。また、ケーブルテレビの普及率は約80%と非常に高いため、実質的にはテレビ朝日の視聴可能エリアである。デジタル放送も2007年7月から順次再送信が開始されている。
土・日曜のANNニュースでは甲府支局が取材した、山梨県内の季節の話題が紹介されることが多い。
テレビ朝日の国内かつ関東広域圏外の支局は、富山支局が富山県富山市（朝日新聞富山総局内に同居）に、米子支局が鳥取県米子市に、鳥取支局が鳥取県鳥取市、松江支局が島根県松江市に設置されている（かつては那覇支局が沖縄県那覇市にあった）。
テレビ朝日は、南都留郡山中湖村のコーユー倶楽部山中湖畔サロンと甲府市の甲府駅南口にお天気カメラを設置している。

### 支局関係
- テレビ朝日 -  ANN
- テレビ朝日富山支局
- テレビ朝日米子支局（山陰地方の統括支局）
- テレビ朝日鳥取支局（1989年に米子支局から分離・独立した米子支局傘下の支局）
- テレビ朝日松江支局（2005年に米子支局から分離・独立した米子支局傘下の支局）
- フジテレビ甲府支局（フジテレビが甲府市丸の内に設置している支局）